# پناهگاه حیات وحش بروئیه
پناهگاه حیات وحش بروئیه یک پناهگاه حیات وحش با مساحت ۷۷۰۸۳ هکتار است که در شهرستان خاتم و شهرستان مروست در استان  یزد در ایران قرار دارد. این پناهگاه حیات وحش طبق مصوبهٔ شمارهٔ ۵۹۳ در تاریخ ۱۳۸۱/۳/۲۱ در فهرست مناطق تحت حفاظت سازمان محیط زیست ایران قرار گرفت.
پناهگاه حیات وحش بروئیه نخستین پناهگاه تحت مدیریت محیط زیست در استان یزد بوده و علت نامگذاری آن وجود روستای بروئیه در کنار منطقه است.